# Tsutsui Junshō
Tsutsui Junshō (筒井 順昭?; 1523 – 1550) è stato un daimyō giapponese del periodo Sengoku appartenente al clan Tsutsui.

## Biografia
Junshō era figlio di Tsutsui Junkō. Durante il periodo Sengoku Junshō era destinato a diventare daimyō di tutta la provincia di Yamato. La sua morte venne tenuta nascosta per tre anni. 
Un monaco cieco di Nara chiamato Mokuami, il cui aspetto fisico somigliava a Junshō, fu usato come burattino per nascondere la sua morte. Nel frattempo, il figlio di Junshō, Tsutsui Junkei, crebbe e prese la posizione del padre. Mokuami, che non serviva più, fu rimandato a Nara come un prete ordinario.